# PJ DeBoy
PJ DeBoy (né Paul DeBoy, le 7 juin 1971 à Baltimore) est un acteur américain.

## Biographie
Il commence sa carrière à 22 ans à New York, travaillant avec Miss Coco Peru et avec le duo Kiki & Herb. En 1998, il s'installe à Toronto, où il travaille comme animateur de l'émission télévisée Locker Room et ensuite pour le talk show nocturne Last Call.
Il est apparu dans un épisode de Queer as Folk et a tourné dans les films de John Cameron Mitchell Hedwig and the Angry Inch et Shortbus où il tient l'un des deux rôles principaux. Ce film a suscité des polémiques car l'acteur (et d'autres) a joué des scènes de sexe explicites et réelles avec l'acteur Paul Dawson, qui est ensuite devenu son compagnon dans la vie.

## Filmographie partielle
- L.A.dy Dior de John Cameron Mitchell (court métrage publicitaire pour le sac L.A.dy de la maison Dior) (2011) : Deejay[1], au côté de Marion Cotillard
- Shortbus de John Cameron Mitchell (2006) : Jamie
- The In-Betweens of Holly Malone (série télévisée) (2005) : Don
- DoUlike2watch.com de Josh Levy (2003)
- Hedwig and the Angry Inch de John Cameron Mitchell (2001)